# Белазио (Виченца)
Белазио је насеље у Италији у округу Виченца, региону Венето.
Према процени из 2011. у насељу је живело 12 становника. Насеље се налази на надморској висини од 425 м.